# Nemcia retusa
Nemcia retusa är en ärtväxtart som först beskrevs av John Lindley, och fick sitt nu gällande namn av Karel Domin. Nemcia retusa ingår i släktet Nemcia och familjen ärtväxter. Inga underarter finns listade i Catalogue of Life.